# Pierstnica Mała
Pierstnica Mała – wieś w Polsce położona w województwie dolnośląskim, w powiecie milickim, w gminie Krośnice.
Do 2024 r. miejscowość była przysiółkiem wsi Pierstnica.
Pierstnica wzmiankowana jest w dokumencie z 1224 r. jako Pirstnica, a w 1250 r. jako Pirsnicu. Wówczas to Henryk Brodaty nadał wieś na własność klasztorowi trzebnickiemu z powodu wstąpienia doń córki Gertrudy. Poprzednio osada stanowiła własność Bogumiła i jego brata Młodzieja. W poł. XIX w. znajdował się tu m.in. przytułek dla ubogich i wiatrak. Do 1793 r. działały w jednym budynku dwie szkoły - ewangelicka i katolicka. W 1803 r. zbudowano osobną szkołę dla dzieci z rodzin katolickich. W 1816 r. wieś kupił hr. Reichenbach.
W latach 1975–1998 miejscowość administracyjnie należała do województwa wrocławskiego.
Zobacz teżPierstnica